# Cadre-71/2-Europameisterschaft 1967

Logo CEB (ausrichtender Verband)

Veranstaltungsort: Heerlen

Die Cadre-71/2-Europameisterschaft 1967 war das 22. Turnier in dieser Disziplin des Karambolagebillards und fand vom 16. bis zum 19. März 1967 in Heerlen statt. Es war die vierte Cadre-71/2-Europameisterschaft in den Niederlanden.

## Geschichte
Der Franzose Jean Marty zeigte in Heerlen seine Klasse und holte sich verdient den Titel im Cadre 71/2. In seiner Partie gegen den Deutschen Meister Dieter Müller beendete er als erster Spieler international eine Partie im Cadre 71/2 in nur einer Aufnahme und steigerte den Europarekord im BED auf 300,00. Seine prolongierte Höchstserie von 403 war auch ein neuer Europarekord. Der Titelverteidiger Raymond Ceulemans spielte in dieser EM unter seinen Möglichkeiten und wurde Zweiter vor den Niederländer  Tini Wijnen. Für den 24-jährigen Berliner Müller, der in Heerlen seine erste internationale Meisterschaft absolvierte, blieb nur der achte und damit letzte Platz. 

## Turniermodus
Hier wurde im Round Robin System bis 300 Punkte gespielt. Es wurde mit Nachstoß gespielt. Damit waren Unentschieden möglich.
Bei MP-Gleichstand wird in folgender Reihenfolge gewertet:
1. MP = Matchpunkte
2. GD = Generaldurchschnitt
3. HS = Höchstserie

## Abschlusstabelle

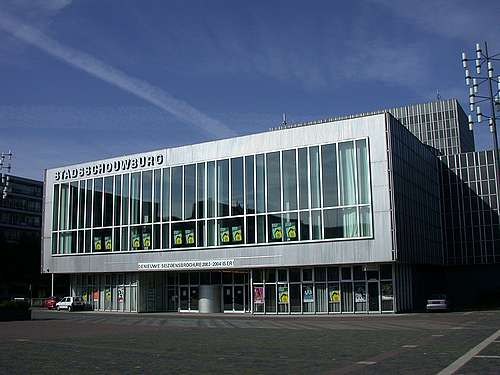
Theater Heerlen

| MP    | Match Points (Sieger = 2; Unentschieden = 1; Verlierer = 0) |
| Pkte. | Erzielte Karambolagen                                       |
| Aufn. | Benötigte Versuche                                          |
| GD    | Generaldurchschnitt                                         |
| BED   | Bester Einzeldurchschnitt eines Spielers                    |
| HS    | Höchstserie                                                 |
|       | Bester GD des Turniers                                      |
|       | Bester ED des Turniers                                      |
|       | Beste HS des Turniers                                       |
|       | 1. Platz (Gold)                                             |
|       | 2. Platz (Silber)                                           |
|       | 3. Platz (Bronze)                                           |

| Platz                      | Name              | MP   | Pkte. | Aufn. | GD    | BED    | HS  |
| -------------------------- | ----------------- | ---- | ----- | ----- | ----- | ------ | --- |
| 1                          | Jean Marty        | 12:2 | 1910  | 39    | 48,97 | 300,00 | 403 |
| 2                          | Raymond Ceulemans | 11:3 | 1965  | 73    | 26,91 | 75,00  | 159 |
| 3                          | Tini Wijnen       | 8:6  | 1796  | 59    | 30,44 | 50,00  | 206 |
| 4                          | Hans Vultink      | 8:6  | 1518  | 61    | 24,88 | 37,50  | 159 |
| 5                          | Léo Corin         | 8:6  | 1615  | 74    | 21,82 | 27,27  | 133 |
| 6                          | Johann Scherz     | 4:10 | 1321  | 86    | 15,36 | 30,00  | 115 |
| 7                          | Ramon Aguilera    | 3:11 | 1409  | 99    | 14,23 | 20,00  | 140 |
| 8                          | Dieter Müller     | 2:12 | 1072  | 77    | 13,92 | 30,00  | 81  |
| Turnierdurchschnitt: 22,19 |                   |      |       |       |       |        |     |